# 连山郡
连山郡，中国唐朝时设置的郡。
唐玄宗天宝元年（742年），改连州置连山郡。治所在桂阳县（今广东省连州市）。下辖桂阳县、阳山县（今广东省阳山县）、连山县（今广东省连山壮族瑶族自治县）。辖境相当今广东省连州市、阳山县及连山壮族瑶族自治县、连南瑶族自治县等地。唐肃宗乾元元年（758年）改为连州。